# Тасманийский дьявол
Тасманийский дьявол (также известный как тасманский дьявол, сумчатый дьявол и сумчатый чёрт; лат. Sarcophilus harrisii) — млекопитающее семейства хищных сумчатых; единственный ныне живущий вид рода Sarcophilus. Его чёрная окраска, огромная пасть с острыми зубами, зловещие ночные крики и свирепый нрав дали первым европейским поселенцам основание прозвать этого коренастого хищника «дьяволом». Название рода «Sarcophilus» образовано от слов др.-греч. σάρξ — мясо и др.-греч. φιλέω — люблю («любитель плоти»).
Филогенетический анализ показал близкое родство тасманийского дьявола с кволлами и более далёкое — с вымершим сумчатым волком тилацином (Thylacine cynocephalus).

## Внешний вид
Тасманийский дьявол — самый крупный из современных сумчатых хищников. Это плотное и приземистое животное размером с небольшую собаку, однако тяжёлым телосложением и тёмной окраской больше напоминающее миниатюрного медведя. Длина его тела от 50 до 80 см, размер хвоста — от 23 до 30 см. Размеры тела зависят от возраста, местообитания и питания. Самцы крупнее самок. Крупные самцы весят до 12 кг при высоте в холке до 30 см.
Тело у тасманийского дьявола неуклюжее и массивное. Конечности сильные, укороченные; передние лапы чуть длиннее задних, что нехарактерно для сумчатых. Голова непропорционально велика, с притуплённой мордой. Уши небольшие, розовые. Шерсть короткая, чёрного цвета; на груди и на крестце обычны белые полулунные пятна, небольшие круглые пятна бывают и на боках. Хвост короткий и толстый; в нём у тасманийского дьявола откладываются запасы жира, и у больного или голодающего животного хвост становится тонким. Его покрывают длинные волосы, которые часто вытираются, и тогда хвост остаётся почти голым. Первый палец на задних конечностях отсутствует; когти крупные.
Череп массивный с сильнейшими челюстями и острыми, массивными зубами; коренные зубы как у гиены, приспособлены к перекусыванию и дроблению костей. Одним укусом сумчатый дьявол способен прокусить своей добыче позвоночник или череп. Сила укуса сумчатого дьявола, отнесённая к массе тела, — самая высокая среди млекопитающих. Сумка у самок имеет вид подковообразной складки кожи, открывающейся назад; сосков — 4.

## Распространение
В настоящее время сумчатый дьявол водится на острове Тасмания, а также в материковой Австралии (Баррингтон-Топс, Новый Южный Уэльс), где обитает небольшая реинтродуцированная в 2020 году популяция. С материка он исчез примерно 3000 лет назад, причиной чего, вероятно, была человеческая деятельность — в результате уничтожения ранними охотниками большей части мегафауны сумчатые дьяволы лишились своей основной пищи. В Тасмании европейские поселенцы также безжалостно истребляли тасманийских дьяволов, поскольку те разоряли курятники. В результате по мере освоения острова сумчатый дьявол отступал всё дальше в неосвоенные лесные и горные районы Тасмании, и его численность неуклонно сокращалась, пока в 1941 году охота на него не была официально запрещена. Сейчас тасманийские дьяволы обычны в центральных, северных и западных частях острова на территориях, отведённых под овечьи пастбища, а также в национальных парках Тасмании.

## Образ жизни и рацион
Сумчатые дьяволы встречаются практически в любых ландшафтах, за исключением густонаселённых и обезлесенных районов. Наиболее многочисленны они в прибрежных саваннах и близ пастбищ скота, которые «поставляют» им основную пищу — падаль, а также в сухих склерофилловых и смешанных склерофилло-дождевых лесах. Активно это животное ночью, днём укрывается в густом кустарнике, в щелях среди камней, в пустых норах, под стволами упавших деревьев, где устраивает гнездо из коры, листьев и травы.
Очень прожорливый (его суточная норма пищи равна 15 % от веса тела), сумчатый дьявол питается мелкими и средними млекопитающими и птицами, а также насекомыми, змеями, амфибиями, съедобными корнями и клубнями растений. Часто бродит по берегам водоёмов, находя и поедая лягушек и раков, а на побережье — мелких обитателей моря, выброшенных на берег. Однако большую часть добычи сумчатый дьявол получает в виде падали; используя своё развитое обоняние, он находит и пожирает любые трупы — от рыб до павших овец и коров, причём предпочитает уже разложившееся, тухлое и червивое мясо. Его постоянную добычу составляют мёртвые вомбаты, валлаби, кенгуровые крысы, кролики и др. Возможно, раньше тасманийский дьявол доедал падаль, остававшуюся от трапез тилацина; сейчас он нередко отбивает добычу у сумчатых куниц. Добычу он поедает целиком, вместе со шкурой и костями (кроме самых крупных). Как падальщики и крупные хищники, сумчатые дьяволы играют важную роль в тасманийской экосистеме. В частности, они снижают опасность заражения овец мясными мухами, так как убирают падаль, в которой развиваются личинки. Кроме прожорливости этот зверь отличается неразборчивостью в пище — в его экскрементах находили иглы ехидны, кусочки резины, серебряную фольгу, куски кожаных ботинок и сбруи, посудные полотенца и непереваренные морковки и початки кукурузы.
Дьяволы не территориальны, однако имеют определенные владения, которые обходят по ночам в поисках добычи. Их площадь составляет от 8 до 20 км2, и владения разных животных пересекаются. Тасманийские дьяволы ведут строго одиночный образ жизни; единственная ситуация, когда несколько дьяволов собираются вместе, — это совместное пожирание крупной добычи. Трапеза сопровождается иерархическими стычками и громким шумом, порой слышным за несколько километров.
Сумчатый дьявол издаёт большое количество устрашающих звуков: от монотонного рычания и глухого «покашливания» до жутких пронзительных криков, создавших ему дурную репутацию. Именно ночные устрашающие крики пока ещё неизвестного животного и привели к тому, что первые европейцы дали ему «дьявольское» имя.
Сумчатые дьяволы весьма агрессивны, однако привычка широко раскрывать пасть, как бы в зевке, у них является не способом устрашения и агрессии, а, скорее, признаком неуверенности. Будучи встревоженными, тасманийские дьяволы, подобно скунсам, издают сильный неприятный запах. Несмотря на свирепость, даже взрослые сумчатые дьяволы поддаются приручению, и их можно держать как домашних животных.
В спокойном состоянии сумчатый дьявол довольно медлителен и неуклюж, но в экстренных ситуациях переходит на галоп, развивая скорость до 13 км/ч. Молодые животные ловки и подвижны, хорошо лазают по деревьям. Взрослые лазают хуже, однако способны карабкаться по наклонным стволам и залезать на насесты в курятниках. Сумчатые дьяволы неплохо плавают.
Благодаря агрессивному нраву и ночному образу жизни у взрослого сумчатого дьявола мало природных врагов. Раньше на них охотились сумчатые волки (тилацины) и динго. Молодые сумчатые дьяволы иногда становятся жертвами хищных птиц и тигровых сумчатых куниц (Dasyurus maculatus). Новым врагом и пищевым конкурентом тасманийского дьявола стала обыкновенная лисица, незаконно завезённая в Тасманию в 2001 году.

## Размножение
Спариваются сумчатые дьяволы в марте-апреле. Даже их спаривание представляет собой демонстрацию агрессии. Спустя 3 дня самка с непритворной агрессией прогоняет самца. Беременность в среднем длится 21 день; в апреле-мае самка приносит 20-30 детёнышей, из которых выживают не более четырёх, успевших прикрепиться к четырём соскам в сумке. Остальных детёнышей самка съедает. В среднем выживает больше самок, чем самцов. Как и у других сумчатых, детёныши рождаются очень маленькими: их вес составляет 0,18-0,29 г. Развиваются молодые сумчатые дьяволы довольно быстро: к 90 дню они полностью покрываются шерстью, а между 87 и 93 днём у них открываются глаза. На 4-й месяц подросшие детёныши (весом около 200 г) покидают сумку, но лактация у самки продолжается ещё до 5-6 месяцев. В конце декабря детёныши окончательно покидают мать и живут самостоятельно. К концу второго года жизни молодые самки вступают в размножение. Максимальная продолжительность жизни сумчатых дьяволов — 8 лет.

## Статус популяции
Тасманийские дьяволы причиняли немало хлопот европейским поселенцам, разоряя курятники, съедая животных, попавших в капканы, и якобы нападая на ягнят и овец, из-за чего этих зверей активно преследовали. Кроме того, мясо сумчатого дьявола оказалось съедобным и, по утверждениям колонистов, по вкусу напоминало телятину. К июню 1941 года, когда был принят закон об охране тасманийского дьявола, тот находился на грани полного исчезновения. Однако, в отличие от сумчатого волка, вымершего в 1936 году, популяцию сумчатых дьяволов удалось восстановить, и сейчас они довольно многочисленны. Их популяция, как и у кволлов, подвержена сильным сезонным колебаниям, поскольку ежегодно зимой (в декабре-январе) молодые сумчатые дьяволы покидают матерей и рассеиваются по территории в поисках пищи. Однако 60 % из них умирают в течение первых нескольких месяцев, не выдержав пищевой конкуренции.
Предпоследнее резкое сокращение численности сумчатых дьяволов имело место в 1950 году; до начала эпизоотии DFTD их численность оценивали в 100 000 — 150 000 особей, с плотностью 20 особей на 10–20 км2.

### Заболевания
Впервые смертельное заболевание, называемое devil facial tumour disease (болезнь лицевых новообразований дьявола, «лицевая опухоль дьявола»), или DFTD, было зарегистрировано в 1999 году. За прошедший период от него по разным оценкам погибло от 20 до 50 % популяции сумчатых дьяволов, преимущественно в восточной части острова.
DFTD начинается с небольших опухолей вокруг пасти, которые перерождаются в злокачественные и постепенно распространяются с головы животного на всё тело. Разросшиеся опухоли блокируют зрение животного, слух и рот, лишая его возможности добывать пищу и приводя к голодной смерти. Смертность при этом заболевании 100 % (в течение 12-18 месяцев). Одна из гипотез предполагает, что DFTD вызывается вирусом, также возможно, что опухолевые клетки сами являются источником заражения (трансмиссивная злокачественная опухоль); предположительно, болезнь передаётся через укусы, когда животные дерутся за территорию и самок. Судя по историческим данным, болезнь эндемична для тасманийских дьяволов, и её эпизоотии повторяются с интервалом в 77—146 лет. Ведущиеся противоэпидемические мероприятия включают отлов и изоляцию заражённых особей, а также создание изолированных «страховых» популяций на случай вымирания сумчатых дьяволов в природе.
По сообщению Nature News, учёным удалось обнаружить генетическую предрасположенность к устойчивости некоторых особей к DFTD (с 1995 года это заболевание уничтожило более 80 % популяции). В ходе недавнего исследования учёным удалось выяснить, что изначально болезнь возникает в клетках, которые защищают нервы животных. Это открытие привело к разработке теста, который поможет диагностировать опухоль на ранних стадиях развития.
В 2006 году исследователям удалось обнаружить, что в опухолях различных особей дьяволов хромосомы претерпевают одинаковые перестройки. Кроме этого учёные поймали больную особь, обладающую редким генетическим дефектом, который в клетках опухоли отсутствовал. Все это указывало на то, что опухолевые клетки являются «внешними», то есть передаются от больного организма к здоровому.
В настоящее время никаких лекарств от DFTD не существует, поэтому дьяволам приходится искать естественные механизмы борьбы с недугом. Как оказалось, они у этих животных есть. Во-первых, у дьяволов ускорилось половое взросление. В июле 2008 года учёным из Университета Тасмании удалось установить, что количество беременных самок в возрасте до года значительно увеличилось (в некоторых контрольных популяциях рост составил более 80 %). Обычно самки не начинают половую жизнь до двух лет, однако дальнейший анализ показал, что теперь они взрослеют на 6—12 месяцев раньше. Учитывая, что средняя продолжительность жизни дьявола — шесть лет, это является значительным «сдвигом». Во-вторых, дьяволы стали размножаться круглый год, в то время как раньше брачный период длился у них всего пару месяцев. По мнению исследователей, изменение стратегии размножения призвано компенсировать урон, нанесенный заболеванием.
К настоящему моменту (2016 год) опухоль сократила популяции дьяволов на 80 % с 1996 года. Учёные надеются, что быстрая эволюционная изменчивость позволит дьяволам избежать полного вымирания, уже сейчас существуют небольшие популяции особей, имеющих генетическую устойчивость против этой болезни.

### Экспорт
Вывоз тасманийского дьявола на экспорт запрещён; последний тасманийский дьявол за пределами Австралии умер в Калифорнии в 2004 году. Сейчас рассматривается вопрос о присвоении этому сумчатому хищнику статуса «уязвимый» (Vulnerable) в Красной книге МСОП. Впрочем, в 2005 году правительство Тасмании сделало исключение и подарило двух тасманийских дьяволов Фредерику, наследному принцу Дании, и его жене Мэри (родившейся на Тасмании) после появления на свет их первого сына. Теперь эти подарки живут в зоопарке Копенгагена.

### Защита животных
В 2009 году сообщество разработчиков ОС Linux решило обратить внимание общественности к проблеме вымирающих видов. В версии Linux 2.6.29 получила новый логотип: место пингвина Tux временно занял тасманийский дьявол Tuz.

## Тасманийский дьявол в культуре
Тасманийский дьявол является символическим австралийским животным, в частности его изображение присутствует на эмблеме тасманийской Службы национальных парков и дикой природы и бывшей команды австралийского футбола, «Тасманийские Дьяволы». Бывшая баскетбольная команда «Хобарт Дэвилз» NBL также была названа в честь этого животного. Тасманийский дьявол является одним из шести эндемичных австралийских животных, изображённых на памятных монетах, выпущенных с 1989 по 1994 годы.
Тасманийские дьяволы очень популярны как среди австралийских, так и среди иностранных туристов. Из-за своего характерного поведения и вида это животное является персонажем многочисленных документальных фильмов и детских книг. Последний документальный фильм, «Ужасы Тасмании» (Terrors of Tasmania), был снят в 2005 году. В нём рассказывается о судьбе самки дьявола в течение брачного периода и периода ухода за потомством. Также в фильме рассказывается о DFTD и мерах, принимаемых для сохранения вида. Этот фильм был показан как на австралийском телевидении, так и на американском канале National Geographic.
Тасманийский дьявол также широко известен за пределами Австралии благодаря персонажу мультфильма Looney Tunes по имени Таз. Тасманийским дьяволом генетики также назвали мышь-мутанта, характеризующуюся нарушением развития чувствительных клеток внутреннего уха. Это приводит к нарушениям поведения мутанта, в частности подбрасыванию головы и бегу кругами, что больше напоминает персонажа мультфильма, чем настоящего тасманийского дьявола.